# ماکاروف (شهر)
شهر ماکاروف (به روسی: Макаров) در کشور روسیه و در اوبلاست ساخالین واقع شده‌است.